# 宮下かな子
宮下 かな子（みやした かなこ、1995年〈平成7年〉7月14日 - ）は、日本の元女優、グラビアアイドル。福島県いわき市出身。最終所属はアミューズ。

## 経歴
福島県いわき市出身。妹が2人いる。小さな頃から読書が好きで、大学は国語国文学科に通っていた。中学生の頃はバレエを習っており、またチアリーディング経験者でもある。左利き。
2015年公開の内野聖陽主演映画『罪の余白』にエキストラで出演したことがきっかけで芸能界入り。2017年に現所属芸能事務所アミューズに移籍。
本広克行が演出を手掛けた平田オリザ原作の舞台劇『転校生』では、オーディションにおいて約70倍の倍率を勝ち抜いてキャストに選ばれた。
2018年にはジャパンエフエムネットワーク（JFN PARK）スマートフォンアプリケーション限定のFMラジオ番組である『恒松祐里・宮下かな子 Girls&Film』にて、配信アプリ限定ながらラジオパーソナリティとして出演。
2023年2月にインスタグラムで3月末をもって芸能界を引退することを発表。芸能界を引退した。

## 出演

### 映画
- 罪の余白（2015年10月3日、「罪の余白」フィルムパートナーズ） - クラスメイト[11]
- 亜人（2017年9月30日公開、東宝） - キャスター 役[12]
- 曇天に笑う（2018年3月21日公開、松竹）[13]
- 居眠り磐音（2019年5月17日公開、松竹） - 河出舞 役[14][15]
- テラリウムロッカー（2019年） - 主演・岡本もも 役[16]
- プリズン13（2019年8月30日公開、AMGエンタテインメント） - Jヨン 役[17]
- 人間失格 太宰治と3人の女たち（2019年公開、松竹）[18]
- クローゼット（2020年10月30日公開、アークフィルムズ） - 有賀美笛 役[19]
- ブレイブ -群青戦記-（2021年3月12日公開、東宝） - 薙刀部部長 今井慶子 役[20]
- おそ松さん（2022年3月25日、東宝）
- ホリック xxxHOLiC（2022年4月29日、松竹・アスミック・エース）
- 耳をすませば（2022年10月14日、ソニー・ピクチャーズ・エンタテインメント・松竹）- 高坂先生 役

### テレビドラマ
- ストレンジャー〜バケモノが事件を暴く〜（2016年3月27日、テレビ朝日） - 伊東香織 役[21]
- 監査役 野崎修平（2018年1月14日 - 3月4日、WOWOW）[22]
- ハケン占い師アタル（2019年1月31日、テレビ朝日） - 品川の彼女 役[23]
- 二つの祖国（2019年3月30日・31日、テレビ東京）[要出典]
- チャンネルはそのまま!（2019年3月18日 - 22日、HTB開局50周年ドラマ） - 花枝まき 役[24]
- 女子グルメバーガー部（2020年9月5日・12日・19日[注 2]・26日、テレビ東京） - 主演・近衛一美 役[25]
- 名古屋行き最終列車2020 第4話 （2020年1月31日、メ〜テレ） - 有村瑠香 役[26]
- 月曜プレミア8 警視庁臨海署安積班（2021年2月8日、テレビ東京） - 長澤美香 役
- 捜査一課長 season5 第6話 （2021年5月20日、テレビ朝日） - 北井佳苗 役
- ホメられたい僕の妄想ごはん 第2話 （2021年7月18日、テレビ大阪） - 買い物客 役
- シェフは名探偵 第7話 （2021年7月19日、テレビ東京） - 山下嗣麻子 役[27]
- 最愛 （2021年10月15日 - 12月17日、TBS） - 児島彩夏 役[28]
- OUR STORIES（アワーストーリーズ）〜120秒の物語〜 第7話「思い出のケーキ」（2022年6月23日、関西テレビ）[29]
- 量産型リコ -プラモ女子の人生組み立て記- （2022年7月1日 - 9月2日、テレビ東京） - 満天のど飴「のど、満天になれ」販促ポスターモデル[30]
- 刑事7人 season8 第3話（2022年7月27日、テレビ朝日） - 安西明日香 役
- 壁サー同人作家の猫屋敷くんは承認欲求をこじらせている（2022年10月3日 - 、ABCテレビ） - 片桐舞 役[31]
- 藤子・F・不二雄 SF短編ドラマ『昨日のおれは今日の敵』（2023年4月23日、BSプレミアム・NHK BS4K） - 新婚妻 役

### 配信ドラマ
- 恒松祐里・宮下かな子 Girls&Film（2018年7月6日 - 2019年6月21日、ジャパンエフエムネットワーク・JFN PARK）[32]
- お前によろしく（2022年3月30日 - 4月13日、YouTube・TELASA） - 松中エミ 役[33]
- 孤独のグルメ〜美味しいけどホロ苦い…井之頭五郎の災難〜「テイクアウト編」（2022年3月31日、Paravi/4月1日、ひかりTV） - バイト店員 役
- 私が獣になった夜シーズン3「私が獣になった夜～好きになっちゃいけない～ #4「好きだった男との夜、マリッジブルーな私」（2022年4月7日、ABEMA）- 玲奈 役

### 舞台
- 転校生（2015年8月 - 9月、Zeppブルーシアター六本木）[2]
- 東京タンバリン「お点前ちょうだいいたします」（2016年9月・2017年2月・4月・2018年2月）[34]
- 東京タンバリン「ただいま おかえり」（2017年6月29日 - 7月3日、下北沢B1）[34]
- 東京タンバリン わのわ「茶の湯」(2017年10月20日 - 10月22日、品川区立品川歴史館 書院）[34]
- 劇団た組「私は私の家を焼くだけ」（2020年12月1日 - 12月11日、ネスカフェ原宿）[34]
- ウォーキング・スタッフプロデュース「手の平」（2021年10月23日 - 10月31日、新宿シアタートップス）[28][35]

### バラエティ
- 痛快TV スカッとジャパン（2020年1月13日、フジテレビ）[36]
- あざとくて何が悪いの?（2020年4月17日、テレビ朝日） - 田中みな実 役[37]
- ヨーロッパ企画のYou宇宙be（2020年11月28日〈27日深夜〉、フジテレビ）[38]
- なんかいみちゃうTV（2022年3月27日、フジテレビ）

### CM
- サダマツ festaria bijou SOPHIA（フェスタリア ビジュソフィア）「新婦の父」篇、「新婦の母」篇（2016年）[39]
- 大塚食品「ビタミン炭酸MATCH」「バスケ編」（2017年4月 - ）[40]
- エディオン 「新しい私へ」篇（2018年）、「エディオンでみつけた、わたしのMacBook」篇（2019年）[41]
- INTLOOP株式会社（2019年10月） - 人材採用 篇[42]
- ソニー銀行（2020年11月） - 「オフィス」篇、「はりこみ」篇[43]
- SOMPOケア（2020年10月） - 「この道のプロ」篇[44]「人が人を支えている」篇[34]
- 雪印メグミルク（2021年7月） - 「プルーンFe 1日分の鉄分のむヨーグルト」篇[45]
- コーエーテクモゲームス「三國志 覇道」「軍団の感情」篇/「君主の感情」篇（2022年3月 - ）[46]
- 江崎グリコ「アイスの実」（2022年6月、WEB CM）
- iRobot「ルンバ」「そろそろ、ルンバ? 引っ越し篇」（2022年7月 - ）
- ユーキャン「パリの杏さん にじいろ篇」（2023年1月 - ）[47][48]
- NURO 光 日本10G化計画「始動」篇、「副大臣」篇（2023年1月 - ）[49]